# Capheris crassimana
Capheris crassimana es una especie de araña del género Capheris, familia Zodariidae. Fue descrita científicamente por Simon en 1887.
Habita en Angola, Botsuana, Namibia y Sudáfrica.